# 古閑健
古閑 健（こが たけし、1892年（明治25年）12月11日 - 1984年（昭和59年）10月18日）は、日本の陸軍軍人。最終階級は陸軍中将。

## 経歴
熊本県出身。徳島県警部・古閑巌彦の二男として生まれる。中学済々黌（現熊本県立済々黌高等学校）、熊本陸軍地方幼年学校、中央幼年学校を経て、1913年（大正2年）5月、陸軍士官学校（25期）を卒業。同年12月、歩兵少尉に任官し歩兵第48連隊付となる。1914年（大正3年）8月から12月まで青島の戦いに出征。1921年（大正10年）11月、陸軍大学校（33期）を卒業した。
1922年（大正11年）12月、参謀本部付勤務となり、陸軍兵器本廠付（作戦資材整備会議調査班）、陸軍技術本部付兼軍務局課員を務め、1928年（昭和3年）8月、歩兵少佐に昇進。技術本部付を経て、1930年（昭和5年）12月から1931（昭和6年）11月まで陸大で専攻学生として学んだ。その後、参謀本部員（戦史課）を務め、1932年（昭和7年）8月、歩兵中佐に進む。兼陸軍省人事局付となり、歩兵第1連隊付、独立守備歩兵第16大隊長、東京警備参謀兼東部防衛参謀などを務め、1937年（昭和12年）8月、歩兵大佐に昇進した。
1937年12月、東部防衛参謀の専任となり、1938年（昭和13年）7月、歩兵第9連隊長に発令され日中戦争に出征。武漢作戦などに参戦した。1939年（昭和14年）8月、陸軍少将に進み歩兵第7旅団長に就任した。1940年（昭和15年）8月、豊橋陸軍予備士官学校長兼豊橋陸軍教導学校長に転じて帰国。1941年（昭和16年）9月、陸軍公主嶺学校教導団長となり満州に赴任した。
1942年（昭和17年）12月、陸軍中将に昇進し第55師団長に親補され、第15軍に属しビルマの戦いに従軍した。1943年（昭和18年）10月、参謀本部付となり、1944年（昭和19年）1月、留守第51師団長に就任。同年4月、第81師団長に就任し、土浦方面で本土決戦に備えて終戦を迎えた。1945年（昭和20年）12月に復員した。
1947年（昭和22年）11月28日、公職追放仮指定を受けた。